# San Miguel (Cañas)
San Miguel è un distretto della Costa Rica facente parte del cantone di Cañas, nella provincia di Guanacaste.
San Miguel comprende 6 rioni (barrios):
- Buenos Aires
- Higuerón
- Lajas
- Piedra Hermosa
- San Juan
- San Miguel